# Oenothera sandiana
Oenothera sandiana là một loài thực vật có hoa trong họ Anh thảo chiều. Loài này được Hassk. mô tả khoa học đầu tiên năm 1856.